# Peter Mertens
Peter Martens (ur. 17 grudnia 1969 w Antwerpii) – belgijski polityk.
W 1991 kierował studenckim ruchem protestacyjnym przeciwko I wojnie w Zatoce Perskiej i w tym czasie wstąpił do organizacji młodzieżowej Partii Pracujących Belgii. W 1994 ukończył studia magisterskie z socjologii na Uniwersytecie w Antwerpii, po czym przez półtora roku pracował jako pracownik firm sprzątających w porcie w Gandawie. W 1995 podczas V zjazdu PVDA przestał być członkiem młodzieżówki i stał się pełnoprawnym członkiem partii. W 2002 roku podczas VII zjazdu Partii Pracujących Belgii został wybrany do biura politycznego. Od 2 marca 2008 jest przewodniczącym Partii Pracujących Belgii. Startował w wyborach samorządowych w 2012 roku i został radnym miasta Antwerpii. W wyborach samorządowych w 2018 ponownie został wybrany radnym miejskim. Od 2019 jest członkiem Izby Deputowanych. Tym samym stał się pierwszym flamandzkim komunistą w Izbie Deputowanych od lat osiemdziesiątych XX w.